# Papinniemen ukonhattulehto
Papinniemen ukonhattulehto este o arie protejată (arie specială de conservare — SAC, sit de importanță comunitară — SCI) din Finlanda întinsă pe o suprafață de 5 ha, integral pe uscat.

## Localizare
Centrul sitului Papinniemen ukonhattulehto este situat la coordonatele 62°01′21″N 29°58′43″E / 62.0225°N 29.9786°E.

## Înființare
Situl Papinniemen ukonhattulehto a fost declarat sit de importanță comunitară în august 1998 pentru a proteja un număr necunoscut de specii din flora spontană și fauna sălbatică aflate în arealul zonei. Situl a fost protejat și ca arie specială de conservare în aprilie 2015.

## Biodiversitate
Situată în ecoregiunea boreală, aria protejată conține 1 habitat natural: Păduri fino-scandinave bogate în ierburi cu Picea abies.
La baza desemnării sitului se află un număr nedeclarat de specii protejate.
Pe lângă speciile protejate, pe teritoriul sitului au mai fost identificate 6 specii de plante.